# St. Cloud (Wisconsin)
St. Cloud è un villaggio degli Stati Uniti d'America, situato in Wisconsin, nella contea di Fond du Lac.